# Советникова, Галина Александровна
Гали́на Алекса́ндровна Сове́тникова (в девичестве — Степанова; 14 ноября 1955, Псков, РСФСР, СССР) — советская гребчиха, бронзовый призёр Олимпийских игр. Заслуженный мастер спорта СССР (1979).

## Карьера
В спорт пришла в возрасте в 15 лет. Первый тренер — В. А. Прокопенко. Участница чемпионата мира 1978 года. Чемпионка мира 1979 года. Многократная чемпионка СССР.
На Олимпиаде в Москве Галина в составе распашной четвёрки с рулевым завоевала бронзу.
Окончила Московский институт физкультуры.